# Lamongan (Kaligondang)
Lamongan is een bestuurslaag in het regentschap Purbalingga van de provincie Midden-Java, Indonesië. Lamongan telt 2243 inwoners (volkstelling 2010).